# Глисенти М1910
Глисенти М1910 (енгл. Glisenti Model 1910), италијански полуаутоматски пиштољ с почетка 20. века. Коришћен је као службено оружје италијанске војске у Првом светском рату.

## Историја
Италијанска фабрика под именом Краљевска фабрика оружја Глисенти (итал. Real Fabbricca d'Armi Glisenti) отворена је у Бреши 1889. године, производњом револвера Бодео М1889. Након реорганизације у Индустрију челика Глисенти (итал. Soc. Siderurgica Glisenti) у Торину 1900. године, фабрика је од 1905. почела да експериментише са полуаутоматким пиштољима на основу белгијских узора. Нови пиштољ Глисенти М1910 ушао је у серијску производњу 1910. и усвојен је као службено оружје италијанске војске. Иако је замењен новим пиштољем 1934, неки су остали у служби у Другом светском рату.

## Карактеристике
Полуаутоматски пиштољ Глисенти М1910 је радио на принципу кратког трзања цеви. Укупне масе око 800 г и калибра 9 мм, пунио се оквиром са 7 метака. Почетна брзина метка износила је око 270 м/с.
Необичност овог полуаутоматског пиштоља је у томе што се ударач не напиње аутоматски (трзањем затварача), већ ручно, окидачем, који због тога захтева веома снажно и релативно дуго притискање - што смањује прецизност и брзину гађања.